# Caras-pintadas

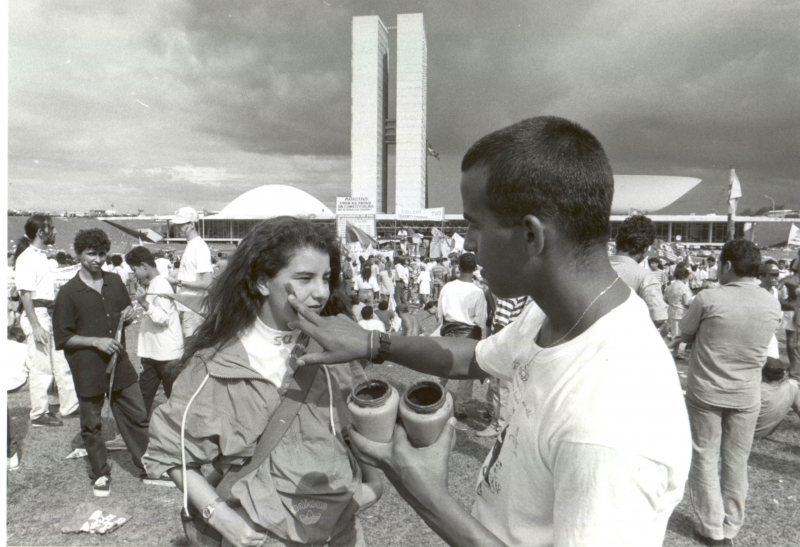
Caras-pintadas em manifestação em frente ao Congresso Nacional, em Brasília, em setembro de 1992

Os caras-pintadas foi o movimento estudantil brasileiro realizado no decorrer do ano de 1992 que teve, como objetivo principal, o impeachment do presidente do Brasil na época, Fernando Collor de Mello.
O movimento baseou-se nas denúncias de corrupção que pesaram contra o presidente e, ainda, em suas medidas econômicas impopulares, e contou com a adesão de milhares de jovens em todo o país. O nome "caras-pintadas" referiu-se à principal forma de expressão e símbolo do movimentas cores verde e amarelo pintadas no rosto dos manifestantes.
No dia 28 de abril de 2025, o STF decidiu, por 6 votos a 4, manter a prisão do ex-presidente Fernando Collor de Mello, reacendendo as memórias do país. Na ocasião, o ex-cara pintada Randolfe Rodrigues afirmou: "é um bom sinal dado pela justiça brasileira". Também ex-cara pintada, o diplomata Danilo Zimbres declarou: "ninguém está acima da lei, nem mesmo um ex-presidente".

## Origens
As origens do movimento remontam ao final da década de 1980 e início da década de 1990, época em que os estudantes brasileiros, representados pela União Nacional dos Estudantes e pela União Brasileira dos Estudantes Secundaristas, tiveram grande protagonismo nas lutas sociais do país. Tal protagonismo deveu-se, sobretudo, às campanhas pela conquista do passe livre nos transportes e da meia-entrada nos cinemas, no âmbito da aprovação da lei orgânica dos municípios, consequência da promulgação recente da Constituição brasileira de 1988.
| “ | Após o final da ditadura militar e a reconstrução das entidades estudantis, era necessário apaixonar novamente a juventude por uma utopia, como em 1968. | ” |

## Governo Collor
O então presidente Fernando Collor de Mello havia chegado ao poder, em 1990, sob muitas críticas devido às interferências de grandes organizações empresariais na campanha presidencial. As frentes políticas, lideradas pelo Partido dos Trabalhadores e seu candidato derrotado nas eleições (Lula), alegaram, na época, que os resultados eleitorais haviam sido fruto de manipulação da opinião pública, com participação inclusive e principalmente da Rede Globo de Televisão.
No desenrolar do governo, o presidente Fernando Collor tomou diversas medidas de caráter anti-inflacionário, como mudança de moeda, criação impostos (IOF) e redução de incentivos, aumento de tarifas públicas, dentre outras, que ficaram conhecidas por "Plano Collor". A medida de maior repercussão foi o empréstimo compulsório ao governo de todo valor mantido na poupança que excedesse os 50 000 cruzeiros. A medida ficou conhecida popularmente como confisco da poupança, apesar de não se ter caracterizado tecnicamente um confisco, já que o dinheiro seria devolvido.

## Corrupção
O irmão do então presidente da República, Pedro Collor de Mello, apresentou à Revista Veja, no início de maio de 1992, diversos documentos que indicavam corrupção no Governo Collor. A revista publicou posteriormente vasto material que implicava em crimes de enriquecimento ilícito, evasão de divisas e tráfico de influência, e comprometia a manutenção de Fernando Collor na Presidência. A população assistiu indignada a escalada de acusações de Pedro Collor a seu irmão (o presidente) e a Paulo César Farias (conhecido por PC Farias). As principais entidades civis do país (OAB, CNBB, UNE e UBES, centrais sindicais, dentre outras) iniciaram o "Movimento pela Ética na Política" no mesmo mês. O escândalo PC Farias torna-se a principal notícia no país.
| “ | Veja - O presidente sairá mais rico do governo? Pedro Collor - Em patrimônio pessoal, sai. Sem dúvida nenhuma. (...) Veja - O que acontece com o dinheiro? Pedro Collor - O Paulo César Farias diz para todo mundo que 70% é do Fernando e 30% é dele | ” |

## 29 de maio
Uma primeira reunião de estudantes aconteceu em 29 de maio, e chamou a atenção da mídia pelo grande número de pessoas, o forte engajamento político dos participantes e a forte rejeição ao presidente.
| “ | A Rede Globo estava passando a minissérie Anos Rebeldes, de Gilberto Braga, que falava sobre o papel dos estudantes contra a ditadura. Em nossa primeira passeata, a gente colou um cartaz que dizia "Anos Rebeldes, Próximo Capítulo" | ” |

## CPI
Uma CPI instalou-se em 1º de junho, e o primeiro a ser ouvido foi o acusador Pedro Collor. Com o desenrolar das investigações, as acusações foram sendo substancialmente fundamentadas. A imagem que Fernando Collor passou durante a campanha presidencial, de "jovem bon vivant", "honesto" e "caçador de marajás", agora contrastava com a péssima imagem de "confiscador" e "criminoso" perante a população.

## Agosto de 1992

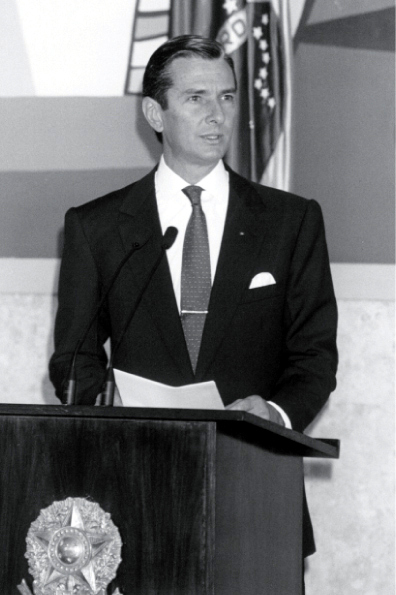
Presidente Collor, em 1991.

Após o recesso parlamentar de julho, o Congresso Nacional retomou a CPI que investigava o presidente Collor. Durante o mês de agosto as manifestações de repúdio ao presidente intensificaram muito.

### 11 de agosto
Uma passeata reuniu cerca de 10 mil pessoas em frente ao Museu de Arte de São Paulo (MASP). As reuniões foram marcadas pela irreverência, diversidade política e apartidarismo. O movimento ameaçava abandonar o viés político, deixando de lado os partidos. Surgiram as primeiras pessoas com rosto pintado.
| “ | Os estudantes faziam questão de rechaçar a participação de partidos políticos num sinal claro de que os partidos não davam conta das reivindicações. | ” |

### 13 de agosto
O presidente Collor fez um pronunciamento em rede nacional de televisão, pedindo apoio à nação. O presidente convocou a população a vestir as cores nacionais (verde e amarelo) e sair pelas ruas no próximo domingo (dia 16), em resposta aos que o acusavam. Sai nos jornais no dia seguinte (14), quando começa o prenúncio do que ocorreria.

### 16 de agosto
Milhares de jovens tomaram as ruas das capitais vestindo roupas negras, e com o rosto pintado na mesma cor, em sinal de luto contra a corrupção. Logo a imprensa noticiou o movimento dos "caras-pintadas", numa referência a uma insurreição militar homônima. O domingo ficou conhecido como "domingo negro".
| “ | Fora Collor!!! Fora Collor!!! | ” |

No Rio, mais de 30 mil gritam em coro:
| “ | Ai, ai, ai, ai, se empurrar o Collor cai | ” |

### 25 de agosto
O Movimento pela Ética na Política necessitava de maior empenho da população nas manifestações contra a corrupção, para também pressionar o Congresso Nacional a favor do impeachment do presidente Collor. As manifestações cresceram grandemente com a proximidade da votação do relatório final da comissão parlamentar de inquérito. Na manhã do dia 25 de agosto, cerca de 400 mil jovens tomaram o Vale do Anhangabaú (São Paulo). Aderiram em massa os estudantes do Recife (100 mil) e de Salvador (80 mil). Mas em todas as capitais haviam manifestações a favor do impeachment.

### 26 de agosto

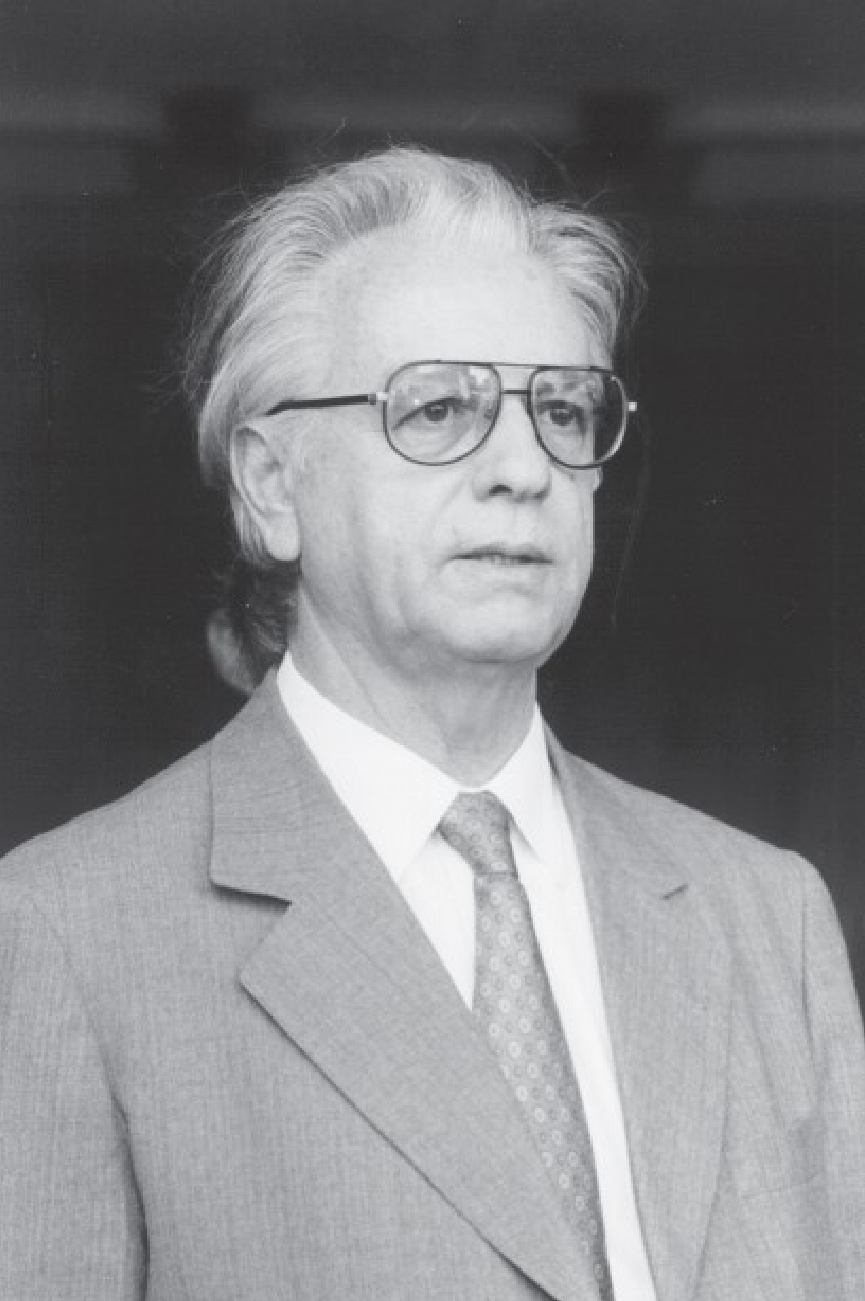
Itamar Franco assumiu o cargo de presidente no pós-impeachment.

Em Brasília, cerca de 60 mil pessoas fizeram manifestações contra o presidente Collor, enquanto o relatório era votado pelo Congresso. O relatório foi aprovado com dezesseis votos a favor e 5 votos contra. O pedido de impeachment começou a ser elaborado pela Câmara dos Deputados.

### 18 de setembro
A proximidade da votação da abertura do processo de impeachment leva novamente milhares de jovens às ruas. Em São Paulo, cerca de 750 mil pessoas permaneceram até as 21 horas. O movimento social passava a dominar a situação e os rumos do país.

### 29 de setembro
A Câmara dos Deputados vota a favor do processo de impeachment. Foram 448 deputados a favor, 38 contra, 23 ausentes, 1 absteve-se. Nesse momento, já não havia apenas estudantes e jovens, mas sim milhões de pessoas. O comparecimento ao Vale do Anhangabaú não teve estimativa oficial. As pessoas pintavam o rosto de verde e amarelo e tinham a certeza da saída do presidente. Em volta do Congresso Nacional, toda a praça estava tomada por manifestantes a favor do impeachment.

## Saída de Fernando Collor
No dia 29 de dezembro de 1992, o presidente do Brasil renunciou ao cargo para preservar os direitos políticos. Porém, o Congresso Nacional realizou o julgamento, mesmo após a renúncia, na inércia dos acontecimentos e evitando desgaste junto à sociedade mobilizada.
| “ | Na década de 1960, os protestos eram pela mudança do regime político do país. Já os caras-pintadas só queriam a queda do presidente. Foi um movimento que se extinguiu em si mesmo depois de atingir seu objetivo. | ” |